# Alawité
Alawité neboli Alaouite (arabsky علويون‎, Usra alawiyūn) je vládnoucí marocká dynastie, která vládne Maroku od roku 1666. Před nimi v zemi vládli Saadové. Marocký stát se oficiálně nazýval Šarífský sultanát (arabsky السلطنة الشريفة‎), název se začal používat už za vlády Saadů.
Alawité odvozují svůj původ od Alího, zetě proroka Mohameda. Jejich vláda byla přerušena francouzsko-španělskou kolonizací, i když formálně zůstávali v čele státu jako sultáni. Dohoda z Fezu podepsaná 30. března 1912 sultánem Mulajem Abd-al Háfizem znamenala ztrátu svrchovanosti Maroka ve prospěch Francie. Maroko se stalo protektorátem.
Po získání nezávislosti v roce 1956 se dynastie vrátila k moci prostřednictvím sultána Muhammada V., který změnil titul sultána na krále (malik).

## Seznam panovníci

### Tafilaltští sultáni
- Mulaj Alí Šarif al-Rašíd (1631–1635) – zakladatel dynastie
- Sidi Muhammad I bin Sharif (1635–1664)
- Mulaj al-Rašíd (1664–1666) – 22. října 1666 se prohlásil marockým sultánem

### Maročtí sultánové
- Mulaj al-Rašíd (1666–1672) – do 1666 marocký sultán
- al-Harrani, Abul Abbás Ahmed I., Mulaj Ismail Ibn Šarif (1672–1684) – získal kontrolu nad celým Marokem
- Mulaj Ismail Ibn Sharif (1684–1727)
- Abul Abbás Ahmed II. (1727–1728) – první vláda
- Abdalmalik (1728)
- Abul Abbás Ahmed II. (1728–1729) – druhá vláda
- Abdalláh I. (1729–1735) – první vláda
- Alí Marocký (1735–1736)
- Abdalláh II. (1736) – druhá vláda
- Mohammed II. (1736–1738
- Al-Mostadi (1738–1740)
- Abdalláh III. (1740–1745)
- Zin al-Abidin (1745)
- Abdalláh IV. (1745–1757)
- Mohammed III ben Abdallah (1757–1790)
- Jazid (1790–1792)
- Mulaj Slimane (1792–1822)
- Abderrahmane (1822–1859)
- Mohammed IV. (1859–1873)
- Hassan I. (1873–1894)
- Abdelaziz (1894–1908)
- Abdelhafid (1908–1912)

Pod francouzským protektorátem (1912–1956)
- Jusuf ibn Hassan (1912–1927)
- Muhammad V. (1927–1956) – titul změněn na krále

### Maročtí králové
- Muhammad V. (1956–1961) – titul změněn na krále
- Hasan II. (1961–1999)
- Muhammad VI. (od 1999)

## Symbolika

vlajky Alawitů:
Jedna z vlajek používaná Alawity
Alternativní zelená varianta
Námořní vlajka sultanátu
Vlajka s nůžkami (zřejmě evropská zkomolenina meče zulfikar)